# Atlalaquia
Atlalaquia är en ort i Mexiko.   Den ligger i kommunen Eloxochitlán och delstaten Puebla, i den sydöstra delen av landet, 250 km öster om huvudstaden Mexico City. Atlalaquia ligger 971 meter över havet och antalet invånare är 238.
Terrängen runt Atlalaquia är huvudsakligen bergig, men den allra närmaste omgivningen är kuperad. Terrängen runt Atlalaquia sluttar österut. Runt Atlalaquia är det ganska tätbefolkat, med 100 invånare per kvadratkilometer. Närmaste större samhälle är Zongolica, 16,2 km nordväst om Atlalaquia. I omgivningarna runt Atlalaquia växer huvudsakligen savannskog.